# 万邦孚
万邦孚（？—？），字汝永，号瑞岩，浙江寧波衛（今属宁波市海曙区）人，祖籍河南定遠（今安徽），明朝政治军事人物、医学家。

## 生平
因父荫世袭锦衣卫，累迁至左军都督府佥事。曾担任漕运总兵和福建总兵。参与抗击倭寇，有军工。天启末年，因疾病辞职归里。
逝世后葬于宁波西郊庄园内，后称白云庄。

## 家族
祖父万表，父万达甫。子万泰，孙万斯选、万斯大、万斯同等。
- 白云庄万邦孚墓前石牌坊，额题"明都督万公贞藏"
- 万邦孚墓

## 著作
万邦孚工诗，著作有：
- 《一枝轩吟草》，一卷，《四库全书》总目中附于其父万达甫《皆非集》之后
- 《万氏家钞济世良方》，万邦孚增辑，今存有明万历三十七年（1609年）刻本
- 《汇选筮吉指南》，（明）万邦孚选集
- 《万氏永思纪略》（一卷），（明）万达甫 撰，万邦孚 刊刻
- 《灼艾集》（二卷续集、新集、别集、余集），（明）万表 辑，万邦孚 刊刻，今存明万历二十九年（1601年）刻本